# Баранник Дмитро Харитонович
Бара́нник Дмитро́ Харито́нович (15 грудня 1923, с. Пушкарівка, тепер Верхньодніпровський район Дніпропетровської області — 30 січня 2009, м. Дніпропетровськ) — український мовознавець, доктор філологічних наук з 1972, професор з 1972, заслужений працівник вищої школи України з 1985.

## Біографія
1952 р. закінчив історико-філологічний факультет Дніпропетровського університету, спеціальність „Філолог. Викладач української мови і літератури”. У червні 1956 р. захистив кандидатську, в листопаді 1970 р. – докторську дисертації. Вчене звання професора присвоєно в червні 1972 р. 
Працював у Дніпропетровському університеті з часу його закінчення: з 1955 р. по 1971 р. – на посадах старшого викладача, доцента, професора кафедри української мови, у 1971  –1993 – завідувач кафедри української мови ДДУ, у 1971 – 1988 – декан філологічного факультету, у 1993 – 2009  професор кафедри.
Наукові галузі, в яких працював: граматична структура української мови, термінологічна лексикографія, структурна і функціональна типологія усного літературного мовлення, мова засобів масової комунікації. Систематизація функціонально-стильових різновидів усного монологічного мовлення, новий підхід до визначення критеріїв цієї систематизації вперше в українському мовознавстві знайшли висвітлення у працях Д. Х. Баранника і були новим напрямом у лінгвістиці 60-70-х років (УРЕ, 1984, т. 11, кн. 2, с. 257). Створив наукову школу з проблем мови електронних і писемних форм масової комунікації. Підготував 23 кандидати філологічних наук. Його учні працюють у багатьох вищих навчальних закладах та наукових установах України.
Опублікував понад 160 наукових робіт, серед них дві монографії ("Драматичний діалог", 1961 (у співавторстві з Г. М. Гаєм) та "Усний монолог", 1969), розділи в шести колективних монографіях Інституту мовознавства Національної Академії наук України. Співавтор п’ятитомного курсу „Сучасна українська літературна мова” Інституту мовознавства АН України. Ця праця є на сьогодні основним посібником з наукового курсу української мови для студентів філологічних факультетів університетів України. Один з укладачів і наукових редакторів виданого вперше в Україні "Російсько-українського словника з авіаційної та ракетно-космічної техніки" (40 тис. слів). Публікації у збірниках матеріалів 10-го Міжнародного конгресу лінгвістів (Бухарест, 1967), 9-го та 11-го Міжнародних з’їздів славістів (Київ, 1983; Братислава, 1993).
Вів значну науково-організаторську роботу – спочатку як декан факультету та завідувач кафедри, а згодом – як керівник Південного регіонального центру філології та мистецтвознавства АН вищої школи України. З його ініціативи в 1976 р. на факультеті відкрита спеціалізована рада для захисту докторських дисертацій з мовознавчих дисциплін, головою якої він був протягом 10 років (1976 – 1986). У спеціалізованій раді захищено кілька десятків докторських і велика кількість кандидатських дисертацій, що значною мірою поліпшило ситуацію з забезпеченням вузів південно-східного регіону України кадрами вищої кваліфікації. 
У 1993  обраний академіком АН вищої школи України, у 2000 – почесним академіком Кримської Академії наук. Був членом Української національної комісії з питань правопису при Кабінеті Міністрів України, членом бюро Українського комітету славістів. Мав почесне звання заслуженого працівника вищої школи України (1985). Відмінник освіти України (2000), заслужений професор Дніпропетровського національного університету (1998).
Наукові та почесні звання: доктор філологічних наук, професор, заслужений працівник вищої школи України (1985), академік АН вищої школи України (1993), почесний академік АН Криму (2000), Відмінник освіти України (2000), заслужений професор Дніпропетровського національного університету (1998).
Учасник Великої Вітчизняної війни. Нагороди: орден Вітчизняної війни ІІ ст. (1985), орден “За мужність” ІІІ ст. (2003), медалі "За перемогу над Німеччиною у Великій Вітчизняній війні 1941 – 1945 рр." (1945), “За взяття Кенігсберга” (1945), Почесна Грамота Президії Верховної Ради УРСР (1978), Медаль А. С. Макаренка (1983), академічна Нагорода Ярослава Мудрого АН ВШУ (1996), Нагорода Святого Володимира АН ВШУ (2003), Почесна Грамота Президії Верховної Ради України (2003). 